# Бития
Бития — деревня в Абатском районе Тюменской области Российской федерации. Входит в Коневское сельское поселение. Почтовый индекс — 627561.

## Физико-географические характеристики
Деревня расположена в лесостепной зоне, в пределах Ишимской равнины на левом берегу несудоходной реки Ир (приток реки Ишим), на холме Ям. Ближайшие населённые пункты: Паново (5 км), Зимино (10 км), Конёво (15 км). Расстояние от Битии до села Абатское составляет 38 км, до поселка Крутинка — 70 км (через Зимино). До ближайшей железнодорожной станции (г. Ишим) — 108 км. Расстояние до Тюмени — 406 км. Площадь деревни — 0,9 км², из которой жилая часть занимает только треть от всей площади. 
Деревня окружена массивами лиственных и хвойных лесов, в основном из лиственных это береза пушистая и береза бородавчатая, высота которых в среднем около 30 метров. Хвойные представляют сосна и ель. Также произрастают: клен, тополь, рябина, черемуха, осина, ивы белая и повисшая (возле водоемов), липа сердцевидная, желтая акация (карагана древовидная). Из кустарников растут сирень, смородины чёрная, красная и белая, малина, вишня, облепиха.

## История
Царский период (1710—1917)
Первое упоминание — в 1710 году, изначально находилась севернее современного расположения, под склоном холма Ям. Образована, скорее всего, переселенцами из деревни Иры, которая была в то время фортом для защиты от набегов кочевников, и прославилась своими гарями старообрядцев. В первые годы существования деревня Бетеинская была окружена рогатками, палисадами, надолбами, заплотами. Из-за постоянного весеннего половодья жители деревни переехали на увал. В 1796 году, после реформ Павла l, Бития входит в состав Омского уезда Тобольской губернии. В «Списке населённых мест Российской империи» 1871 года издания (по сведениям 1868—1869 годов) деревня упомянута как казённая деревня Бетеинская Омского округа Тобольской губернии. В деревне насчитывалось всего 22 двора и проживало 124 человека (58 мужчин и 66 женщин). С 1876 года — в составе Пановской волости Тюкалинского уезда Тобольской губернии. В начале двадцатого века в деревне имелись: 5 ветряных мельниц, кузница, школа, хлебозапасный магазин, торговая лавка. В 1903 году состояло из 44 хозяйств и насчитывалось 230 человек. В 1914 население деревни составляло 252 человека.
Советский период (1918—1991)
В 1918 году Бития входит в состав Омской области. В мае 1925 года происходит образование Крутинского района, после объединения Крутинской, Пановской и Камышенской волостей. В этом же году образуется Битиинский сельсовет. В 1926 году было 65 хозяйств, проживало 354 человека (171 мужского и 183 женского полов), основное население — русские. В 1928 году — центр Битиинского сельсовета Крутинского района Омского округа Сибирского края. В 1929 году образован колхоз «Красный пахарь». В 1930 году Ировский сельский совет присоединён к Битиинскому. В 1939 году Бития входит в состав Абатского района. Население, после переписи 1939 года, составляла 305 человек. Также в деревню с Поволжья были депортированы немцы (Ильс, Альберт). В годы войны часть населения направлена в Свердловскую область на лесозаготовку или в Прокопьевск на шахты. В послевоенный период из-за голода население Битии резко сократилось, так, в 1960 году насчитывалось всего 200 человек. 18 июля 1961 упразднен Битиинский сельсовет упразднён и присоединён к Коневскому. С 1975 начинается массовое строительство в деревне, возводятся новые дома, магазин, клуб, школа. По переписи населения в 1979 году в деревне проживало 245 человек и было 73 хозяйства, а уже в 1990 году числилось 364 человека и было 119 хозяйств, что объяснялось переездом жителей из других деревень (Сараева, Пенькова, Шалашина).

## Население
| 1989 | 2002 | 2010 |
| ---- | ---- | ---- |
| 355  | ↘298 | ↘209 |

Численность населения Битии:

## Инфраструктура
В деревне имеются: библиотека, медпункт, два частных полу магазина, филиал фермы ПАО «Зиминский» (работает с весны 2021). Имеются 58 домов пригодных для проживания, из которых 40 жилые, 18 пустые. Улицы: Молодёжная, Механизаторов, Новая.